# Hiacynt von Jackowski
Hiacynt von Jackowski (* 11. August 1805 in Groß Jablau, Kreis Preußisch Stargard; † 27. Mai 1877 ebenda) war ein Rittergutsbesitzer und Politiker der polnischen Bevölkerungsgruppe in der preußischen Provinz Westpreußen.

## Leben
Hiacynt von Jackowski entstammt der Adelsfamilie der von Jatzkow, auch genannt von Nostitz-Jackowski, und war Besitzer des Gutes Groß Jablau im Kreis Preußisch Stargard in Westpreußen sowie Landschaftsrat, mit ähnlicher Aufgabenstellung der Ritterschaftsräte in den anderen preußischen Provinzen. Als Rat des Kreises Preußisch Stargardt war Jackowski der West-Preußischen Generallandschaftsdirektion zu Marienwerder unterstellt und übte diese Nebentätigkeit mehrere Jahrzehnte aus.
1849 war er Mitglied des Preußischen Abgeordnetenhauses und gehörte der Fraktion der Linken an. Später war er von 1867 bis 1871 Abgeordneter im Reichstag des Norddeutschen Bundes. Hierdurch war er seit 1868 auch Mitglied des Zollparlaments. Er wurde im Reichstagswahlkreises Regierungsbezirk Danzig 5 (Berent, Preußisch Stargard) gewählt und gehörte der Polnischen Fraktion an.